# Blagaj na Korani
Blagaj, Blagaj na Korani ili u starije doba zvan Blagajski Turanj bio je utvrđeni grad u Hrvatskoj. Nalazio se na klisuri ponad rijeke Korane, kod Hrvatskog Blagaja. Podigli su ga knezovi Babonići Blagajski vjerojatno početkom 15. stoljeća. Pod gradom je tekao izvor kiselice, koji se poslije izgubio u rijeci Korani. Ispod grada je bila topla kupelj. U blizini su bile dvije crkve, Sv. Duha iz 1334. i prema Veljunu crkva sv. Ivana, zvana "svetinjom". Pod crkvom je bio izvor na glas kao ljekovit. Utvrđeni grad bio je tlocrtom dugački četverokut velikih dimenzija. Središnja četverokutna kula bila je glavna obrambena točka. Bila je u sredini grada. Srušena do 1700. godine. Pod jednim su krovom po strani još bile dvije okrugle kule. Uz vojnu posadu, grad je imao suca, svećenike i nekoliko obrtnika.
Iz Kranjske je u 15. stoljeću unatoč obližnjim osmanskim upadima prolazila živa trgovina koja je prolazila kroz Ribnik, Trg, Lipu na Skrad i dalje prema Bišću, zbog čega su ovi trgovi početkom 16. stoljeća dobro napredovali i bili izdašnoih dohodaka. Po veličini isticali su se Skrad, onda Blagaj i Lipa. U cvijetu rasta ovih gradova uništila ih je tijekom 16. stoljeća turska osvajačka sila.
Gradnja blagajskog grada povezana je s gradnjom blagajskim imanja do početka 16. st., koje su Osmanlije okupirale, osobito padom zavičajnog grada Blagaja na Sani 1540. godine. Povijesni izvori bilježe kako Blagajski brane svoj grad na Korani. Zabilježeno je da Franjo Blagaj 1563. godine sam svojim snagama čuva svoj grad, a u godinama poslije krajiški proračun i hrvatski Sabor određivali su obveznu pomoć gradu. Nakon velike osmanske navale bosanskog Hasan-paše i osvajanja hrvatskih krajeva do Kupe, Blagaj je dugo godina bio pust. Osmanlije su uništile mnogo od nekadašnjeg slavnog grada i svega oko njega. Istjerivanjem Turaka grad gubi na važnosti. Starinske crkve postale su ruševine, a ni grad nije prošao bolje. Grad dolazi pod krajišku vojnu upravu, premda su Blagajski kod zagrebačkog kaptola i kralja isposlovali povelju o povratku okupiranih imanja nakon oslobođenja od Turaka. Krajiška vojna uprava isprava je obnovila grad koji je postao sjedištem krajiške kumpanije. Doselili su Hrvati katolici iz riječke županije, bilo je i Nijemaca i pravoslavaca. Zbog loših životnih uvjeta stanovništvo je odseljavalo, a grad je konačno napušten poslije 1865. godine. Krajiška vojna uprava loše se odnosila prema starinama, zatirući ih. Isto je snašlo Blagaj. Danas su ostale samo gradske zidine.